# Graham Oppy
Graham Robert Oppy (6 de outubro de 1960) é um filósofo australiano cuja principal área de pesquisa é a filosofia da religião. Ele é professor de filosofia e reitor associado de pesquisa na Monash University, CEO da Australasian Association of Philosophy, editor-chefe da Australasian Philosophical Review, editor associado do Australasian Journal of Philosophy e faz parte dos conselhos editoriais da Philo, Philosopher's Compass, Religious Studies e Sophia. Foi eleito membro da Academia Australiana de Humanidades em 2009.
Oppy é considerado por muitos como o mais formidável defensor do ateísmo na atualidade.

## Biografia
Graham Oppy nasceu em Benalla, em 6 de outubro de 1960 e foi criado em uma família metodista, mas deixou de ser um crente religioso ainda na adolescência. Sua família mudou-se para Ballarat em 1965, e ele cursou o ensino secundário no Wesley College, em Melbourne. Frequentou a Universidade de Melbourne a partir de 1979, onde concluiu dois cursos: um Bacharelado com honras em Filosofia e um Bacharelado em Ciências com ênfase em Matemática. Em 1987, iniciou seus estudos de pós-graduação na Universidade de Princeton, sob a supervisão de Gilbert Harman, com foco em questões da filosofia da linguagem.
Foi professor na Universidade de Wollongong de 1990 a 1992 e, após realizar um pós-doutorado na Universidade Nacional da Austrália, mudou-se para a Universidade Monash como professor sênior, sendo promovido a professor titular em 2005. Atualmente, é Vice-reitor de Pesquisa (desde 2004) e Vice-reitor de Estudos de Pós-graduação na Faculdade de Artes da Universidade Monash.

## Livros
- Ontological Arguments and Belief in God, 1996 ISBN 0-521-48120-1.
- Philosophical Perspectives on Infinity, 2006 ISBN 0-521-86067-9.
- Arguing About Gods, 2006 ISBN 0-521-86386-4.
- "Evolution vs Creationism in Australian Schools", chapter in The Australian Book of Atheism, 2010 ISBN 978-1-921640-76-6.
- The Best Argument Against God, 2013 ISBN 978-1-137-35413-6
- Reinventing Philosophy of Religion: An Opinionated Introduction, 2014 ISBN 978-1-137-43455-5
- Describing Gods: An Investigation of Divine Attributes, 2014 ISBN 978-1-107-08704-0
- The Routledge Handbook of Contemporary Philosophy of Religion (Routledge Handbooks in Philosophy), 2017 ISBN 978-1-138-57405-2
- Atheism and Agnosticism (Elements in the Philosophy of Religion), 2018 ISBN 978-1-108-45472-8
- Atheism: The Basics, 2018 ISBN 978-1-138-50696-1
- Naturalism and Religion: A Contemporary Philosophical Investigation (Investigating Philosophy of Religion), 2018 ISBN 978-0-815-35466-6
- (with Joseph Koterski) Theism and Atheism: Opposing Arguments in Philosophy, 2018 ISBN 978-0028664453
- A Companion to Atheism and Philosophy (Blackwell Companions to Philosophy), 2019 ISBN 978-1-119-11911-1
- Is There a God?: A Debate (Little Debates about Big Questions), 2021 ISBN 978-0367243944